# Hybomitra fopingensis
Hybomitra fopingensis är en tvåvingeart som beskrevs av Wang 1985. Hybomitra fopingensis ingår i släktet Hybomitra och familjen bromsar. Inga underarter finns listade i Catalogue of Life.